# Gerard Bicker (I) van Swieten

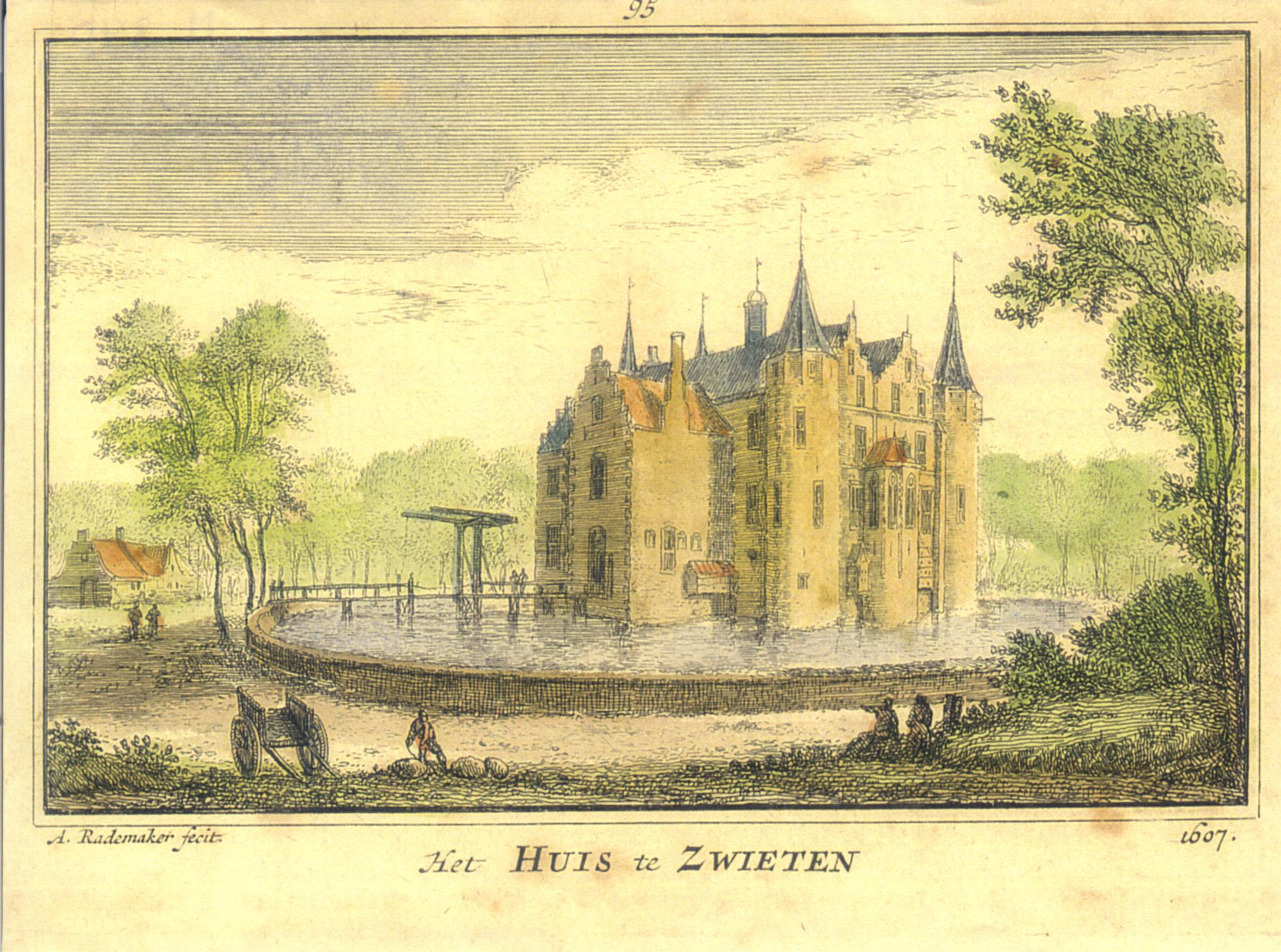
Kasteel te Zwieten door Abraham Rademaker

Gerard Bicker (I) van Swieten (Amsterdam, 25 maart 1632 – Leiderdorp, 8 maart 1716), vrijheer van Oud-Haarlem en Kortenbosch, heer van Swieten, lid van de Amsterdamse regentengeslacht Bicker, was gedeputeerde ter rekenkamer van Holland en raad en rekenmeester van de domeinen van Holland.
Hij werd geboren als zoon van Cornelis Bicker en Aertge Witsen. In 1658 trouwde Gerard met zijn volle nicht Cornelia Bicker (1638-1665), een dochter van Johan Bicker (1591-1653) en Agneta de Graeff (1603-1656). In 1660 erfde hij het kasteel Zwieten van zijn vader en nam de naam Bicker van Swieten aan.
Na het overlijden van Cornelia in 1665 hertrouwde Gerard met jonkvrouw Catherina van Sijpesteijn. In 1666 schonken Gerard Bicker van Swieten, tevens hoogheemraad van Rijnland, en zijn echtgenote Catharina van Sypesteyn een gebrandschilderd glas aan de Oudshoornse kerk. Gerard Bicker had met hulp van zijn zwager Johan de Witt de functie van rekenmeester van de Domeinen van Holland verkregen en vertrok naar Den Haag. De familie van Gerard Bicker woonde in een huis aan de Hofsingel, dat in bezit was van De Witt, die zelf in het belendende pand woonde. Bicker en zijn vrouw zorgden voor de kinderen van de raadspensionaris, die weduwnaar was.